# إيفلين غوردون (ممثلة)
إيفلين غوردون (بالإنجليزية: Eve Gordon)‏ هي ممثلة نيوزيلندية، ولدت في 16 مارس 1982 في نيوزيلندا.

## وصلات خارجية
- إيفلين غوردون (ممثلة) على موقع IMDb (الإنجليزية)
- إيفلين غوردون (ممثلة) على موقع قاعدة بيانات الفيلم (الإنجليزية)